# آلدبورو
latitudeآلدبوروlongitudeآلدبورو
ادلبورو (به انگلیسی: Aldeburgh) یک منطقهٔ مسکونی در انگلستان است که در شرق انگلستان واقع شده‌است.

## خصوصیات
ادلبورو ۲٬۷۹۳ نفر جمعیت دارد.